# Cayaponia selysioides
Cayaponia selysioides är en gurkväxtart som beskrevs av Charles Jeffrey. Cayaponia selysioides ingår i släktet Cayaponia och familjen gurkväxter. Inga underarter finns listade i Catalogue of Life.